# 魚藤坪斷橋
魚藤坪斷橋，又名龍騰斷橋，原名魚藤坪橋，是一座位於臺灣苗栗縣三義鄉龍騰村的橋樑，為縱貫線鐵路（後屬臺中線）全線開通前一年（1907年）興建完成，該結構為磚造、鋼鈑梁及桁架梁混合型式之橋樑，被視為1900年代臺灣在工程技術的代表性結構物之一，其中中央鐵橋部分被稱為「內社川第二鐵橋」。
1999年921大地震後，行政院文化建設委員會（今中華民國文化部前身）於2000年將魚藤坪斷橋指定為震災紀念物，苗栗縣政府於2003年依文化資產保存法公告指定為縣定古蹟。

## 沿革

### 建立
魚藤坪橋是一座跨越小溪谷的鐵道橋梁，位於縱貫線鐵路（後屬臺中線）的十六份（今勝興站）和大安（今舊泰安站）之間（p. 280）。此橋由三叉河出張所所長稻垣兵太郎設計，1906年4月30日開工興建，總造價為當時的122,514日圓，規劃總長544.0英尺（164.8公尺）（p. 280），在當時，大部分的橋樑都是使用全鋼板或鐵桁建造而成，而舊魚藤坪橋則是極少數的例外，除了板桁與鐵桁之外，還使用磚石來砌造橋墩和橋拱。
在舊山線營建工程初期，鐵道部曾試圖運用當地的土壤進行燒磚，但由於效果不佳，最終仍需要從外地進口磚材。這些磚材主要來自臺北，包括位於圓山附近和汐止等地區之製磚廠所提供。為了建造牢固的建築，工程需要考慮橋體各部位的承重和施力，以及使用合適的砌法。例如，魚藤坪橋採用多種砌磚技術，包括荷式砌法（Dutch Bond）用於橋墩，一層順砌、一層丁砌，而轉角端則使用現場敲製的75磚收邊。在橋拱面的建造中，採用了可加強結構的「竪積み（lacing course）」手法，丁砌為主、間隔一段距離順砌幾塊磚。橋拱與橋墩之間還砌有「迫受石」，以一排石頭承接垂直重量。這是1891年由西方技師引入日本的一種拱砌技術，隨後也常見於當時日本鐵路的建設工程。
此外，橋樑所使用的石造拱模石材則是來自北投芝山岩。當時魚藤坪地區距離三叉河和伯公坑停車場的距離較遠，因此建材運輸非常困難。為了搬運芝山岩上的石材，當時必須進行陸運、河運、海運和陸運接力，先用輕便鐵路運到士林旁的淡水河畔，再以河船運到淡水，然後轉海船運到後龍公司寮港口，接著卸貨裝載牛車運到苗栗，再轉輕便車運到三叉河（今三義），最後從三叉河拉牛車到魚藤坪。
為了克服河床無落墩的問題，魚藤坪橋採用拱橋、鋼鈑梁橋及桁架橋混合型式的設計，魚藤坪橋的板桁是由設立於台北的大阪汽車製造會社製造，橋梁中央是美國技師西奧多·庫珀和查爾斯·康拉德·施奈德設計的上承式鐵桁梁（美國橋樑公司生產）。橋體北段和南段則是由煉瓦構成的拱形橋墩。整個工程由久米組負責興建，受到臺灣總督府鐵道部的指定。
魚藤坪橋工程最終於1907年6月1日完工。由於該橋樑位於臺灣縱貫線最陡、施工難度最高的路段，因而成在通車後，成為臺灣總督府鐵道部時期海拔最高、跨距最大的鐵道橋樑。

### 災損概要

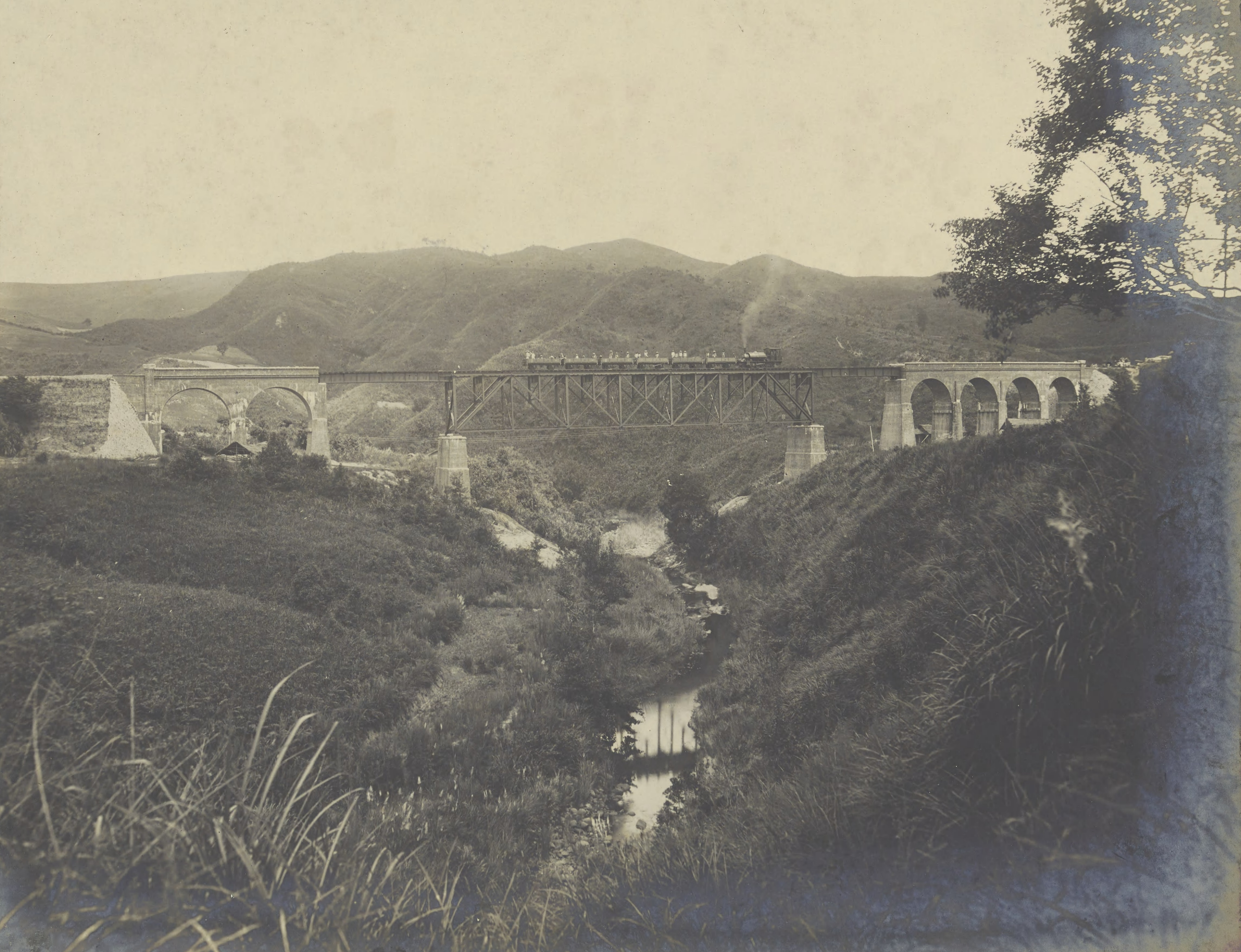
1935年地震震斷之前的魚藤坪橋，中央主跨為上承式巴爾的摩式桁梁。
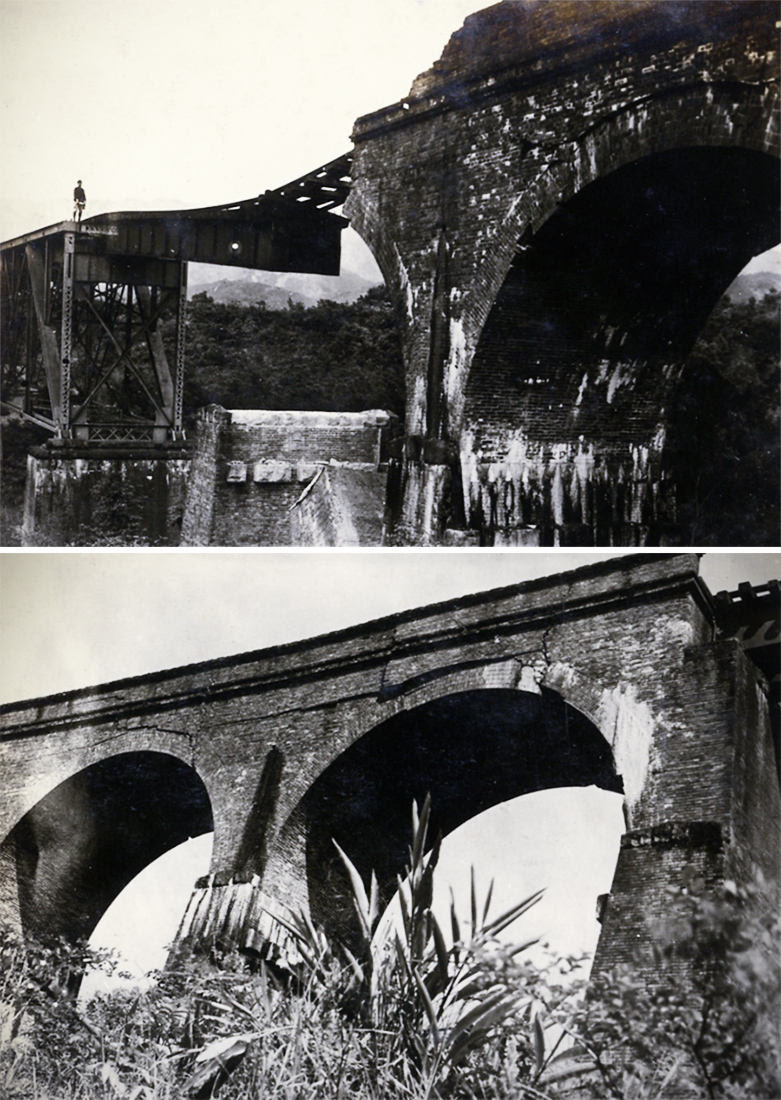
魚藤坪橋震災狀況。上圖鋼鈑梁懸空、下圖紅磚拱圈龜裂。
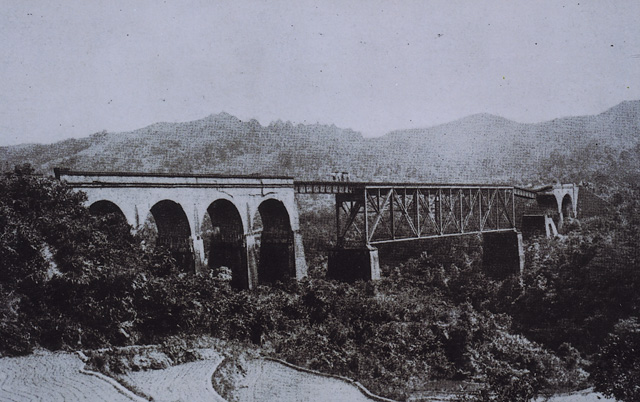
遭受地震破壞致紅磚拱圈龜裂的魚藤坪橋。
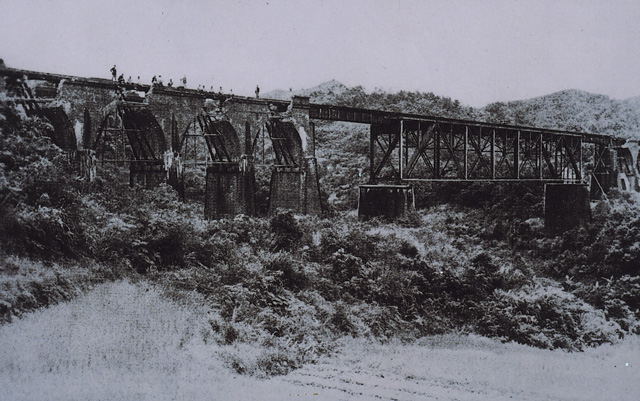
魚藤坪橋震毀後，鐵道部將舊橋破損斷裂部分敲除後再搭起支架，以利工程列車運行，進行沿線隧道及橋梁重建。

1935年4月21日，臺灣中部發生新竹台中大地震，新竹州、台中州地區遭受嚴重的震災，造成此區隧道、橋梁和鐵軌損毀至鉅。魚藤坪斷橋也在此次地震中遭到毀損，成為一座斷橋，根據1935年4月21日魚藤坪橋震災災損概要，魚藤坪斷橋結構破壞如下：
| 災損位置  | 災損概要                                                                                          |
| --------- | ------------------------------------------------------------------------------------------------- |
| 第1連拱   | 寬度5公分以上的垂直裂縫數條以及許多小龜裂，壁體裂隙縱橫交錯。                                     |
| 第2連拱   | （同上）                                                                                          |
| 第3連拱   | （同上）                                                                                          |
| 第4連拱   | （同上）                                                                                          |
| 第4號橋墩 | 自基石起算1,260公分處水平切斷，上部墩體向北方位移約5公分。                                        |
| 第7號橋墩 | 自基石起算880公分處水平切斷，上部墩體向北方位移約5公分；又位移斷裂面下方墩體有數條寬度5公分裂縫。 |
| 第8連拱   | 拱圈崩落，導致第7橋孔鋼鈑梁無處支撐而下垂懸空。                                                   |
| 第8號橋墩 | 自頂端起算505公分處水平切斷，上部墩體向北方位移約5公分。                                          |
| 第9連拱   | 拱圈多處裂縫，同年7月17日餘震時崩落。                                                             |

震災後，鐵道部對魚藤坪橋進行修復問題的檢討，發現磚拱橋結構不耐震、南北兩端均為急彎彎道等因素，橋樑修復的難度非常高。因此，臺灣總督府交通局鐵道部臺中線震災復興事務所決定放棄修復原橋樑，改於在西側80公尺處另建新橋魚藤坪鐵橋。
為了運送新橋建材，當時的工程單位將舊橋有龜裂及有安全顧慮的結構敲除，並搭上施工鷹架，以方便工程列車運送新橋所需建材。直到昭和13年（1938年）新橋完工後，才拆除了舊橋的鋼板樑和上承桁架。此外，橋墩間的連拱也因為安全理由，進一步敲除。魚藤坪橋最後於1938年竣工，通車後取代原來的第一代魚藤坪橋，耗資共310餘萬元、41多萬人次完成該工事。

### 近代
1999年9月21日，由於臺灣中部發生921大地震時，導致魚藤坪斷橋第四號橋墩攔腰震斷而引起各方關注。苗栗縣政府因此進行了文化資產審查作業。
2001年，財團法人虞兆中基金會、中國工程師學會、中國土木水利工程學會、財團法人台灣營建研究院、台灣省土木技師公會、財團法人中興工程科技研究發展基金會等單位發起主辦「尋找台灣十大土木史蹟」徵選活動，於2001年11月30日公告魚藤坪斷橋入選「台灣十大土木史蹟」案例。
2003年，依據文化資產保存法，將魚藤坪橋指定為「縣（市）定古蹟」。，同年，行政院文化建設委員會根據「臺灣世界遺產潛力點」評選之潛力點，魚藤坪斷橋作為「臺鐵舊山線」一部分被評選為潛力點文化遺產。2010年，三義－泰安舊站之間的舊山線復駛計畫中在此設置魚藤坪車站。
魚藤坪斷橋指定為縣定古蹟後，除了日常巡檢外從未進行大型修復工程。北側橋樑則多次遭受地震和颱風等天災的襲擊，逐漸出現了多處明顯的肉眼可見的損壞情況。臺灣鐵路管理局於2016年召集相關單位進行「苗栗縣定古蹟三義勝興火車站因颱風侵襲損壞現勘」。經現場勘查發現，1號橋墩拱圈底部與橋墩接續部位有水平裂縫，平面已經扭轉變形。此外，1號、2號和3號橋墩的上部女兒牆也都有明顯的水平裂縫，並且出現向外錯移的變形現象。
2017年6月，苗栗縣政府接受臺鐵委託，代辦魚藤坪斷橋的修護工作，後經涉及經費調整、書圖討論、審查、文化資產審議會備查以及多次招標失利等複雜的過程，最終在經歷多次流標後，在第14次將此案發包，並於2022年9月以480萬元經費進行魚藤坪斷橋加固工程，該工程主要針對魚藤坪斷橋現況損壞，採用必要的緊急應變措施。為了確保未損及古蹟本體，加固構件與橋墩本體之間設置橡膠墊隔離接觸，並符合國際修復原則。緊急加固工程完工後，將持續協商所有權人規劃編列預算、爭取中央主管機關補助，以備進行後續調查及整體修復作業。
2023年5月，隨魚藤坪斷橋加固工程進入尾聲階段，民間人士及會勘學者對於橋樑增設鋼製支架提出質疑，並對於緊急加固支架造型提出負面看法，針對斷橋加固爭議引發各界關切一事，縣政府則於5月4日至5日對外發布公告，表示該緊急加固工程則為古蹟修復前之過渡措施。
臺鐵則表示，魚藤坪斷橋修復目前列為「交通部台鐵局文化資產修復及管理維護中長程計畫」，目標於2023年6月提報文化部爭取經費。

## 橋樑設計

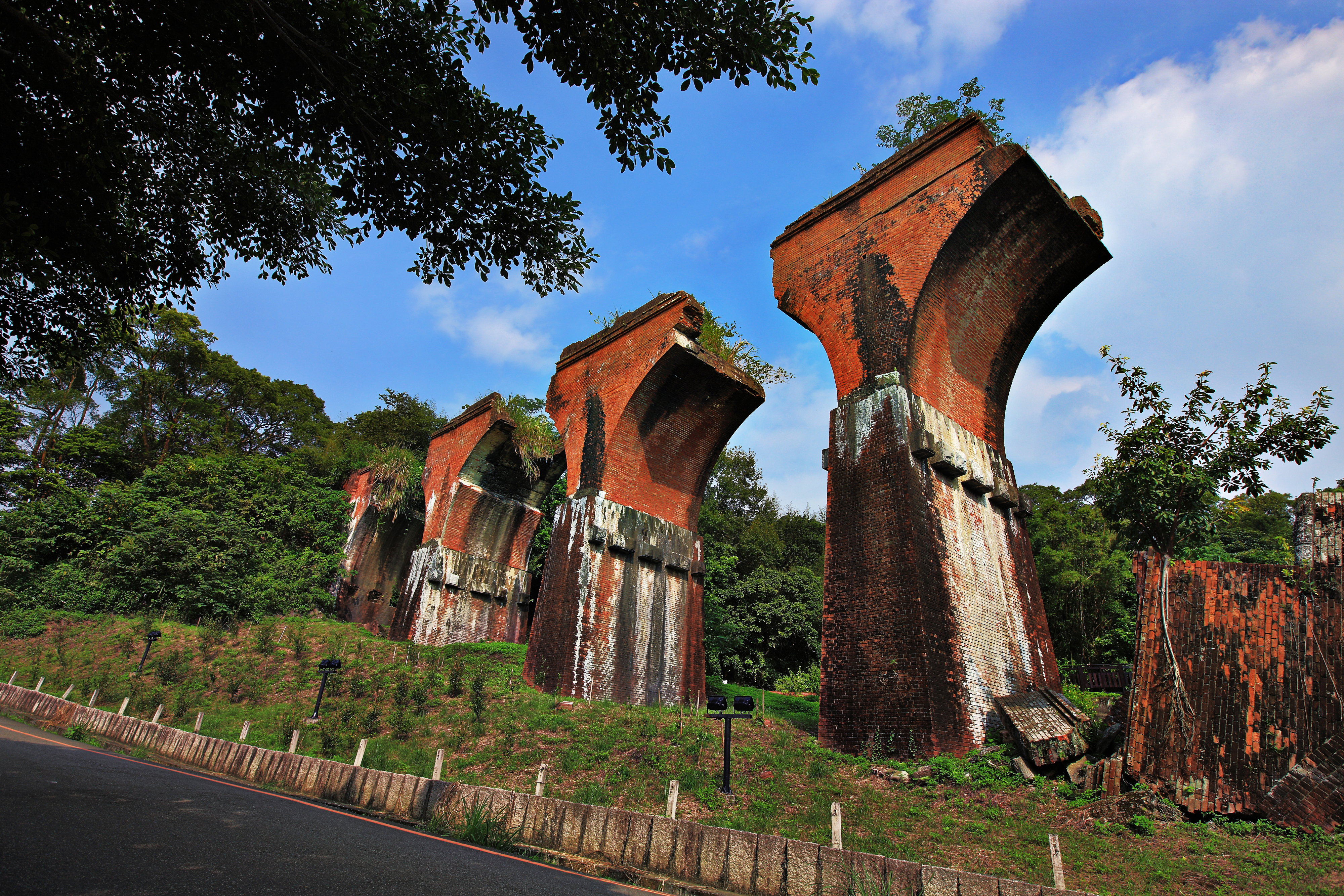
北側橋體現況
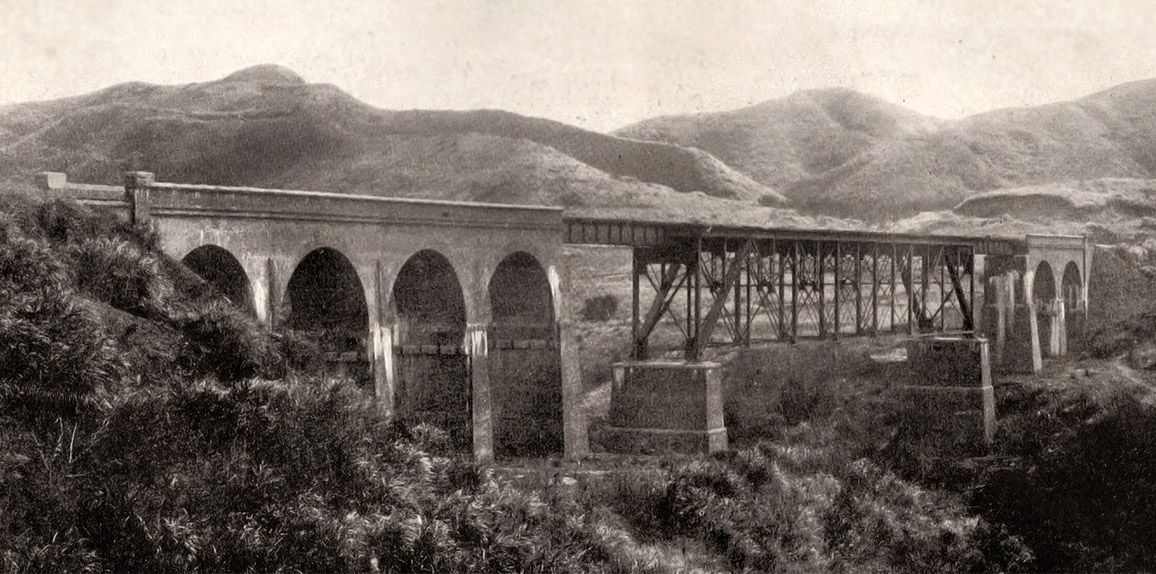
魚藤坪溪鐵橋為磚造橋墩、鋼鈑梁及桁架梁混合型式之橋樑
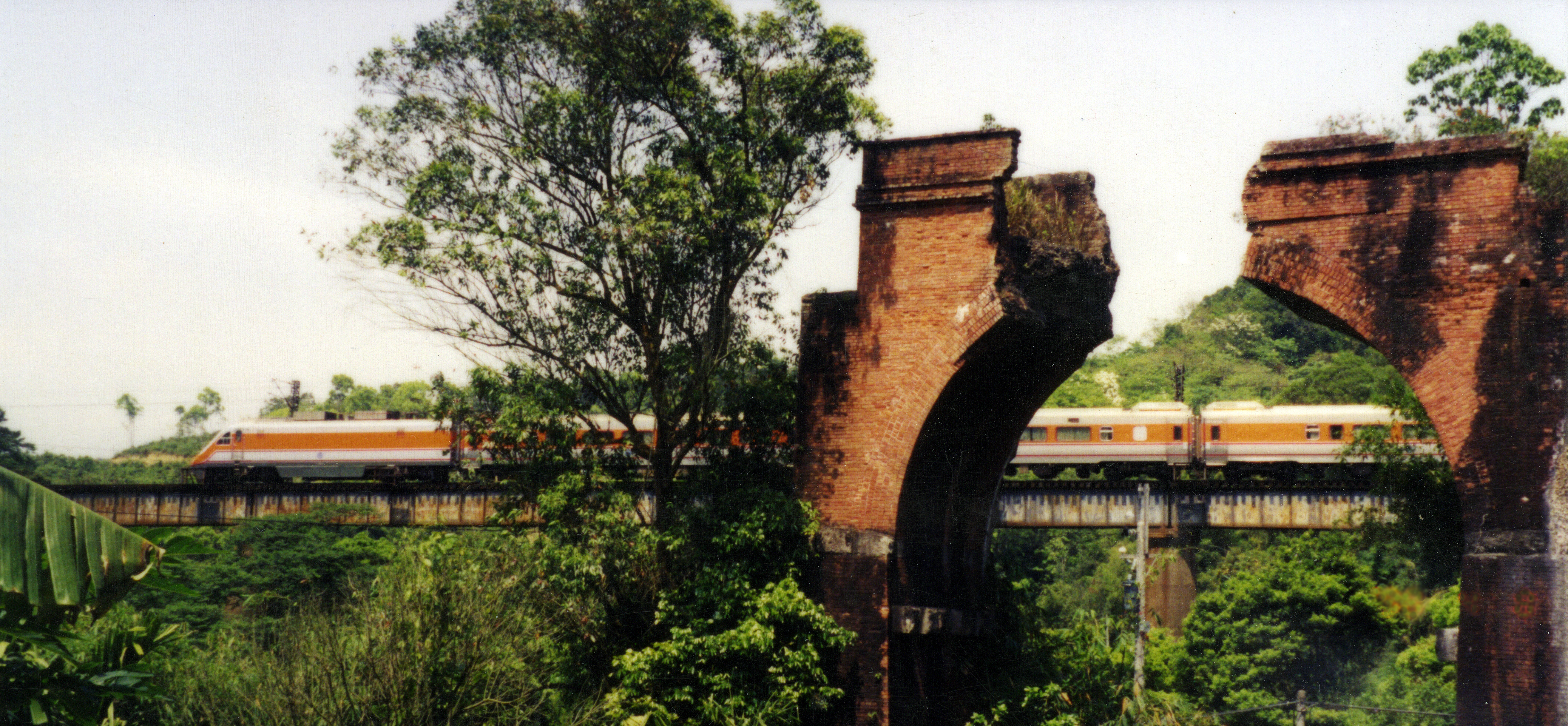
通過第二代魚藤坪鐵橋的自強號列車，前景即為魚藤坪斷橋。（攝於1998年廢線之前）
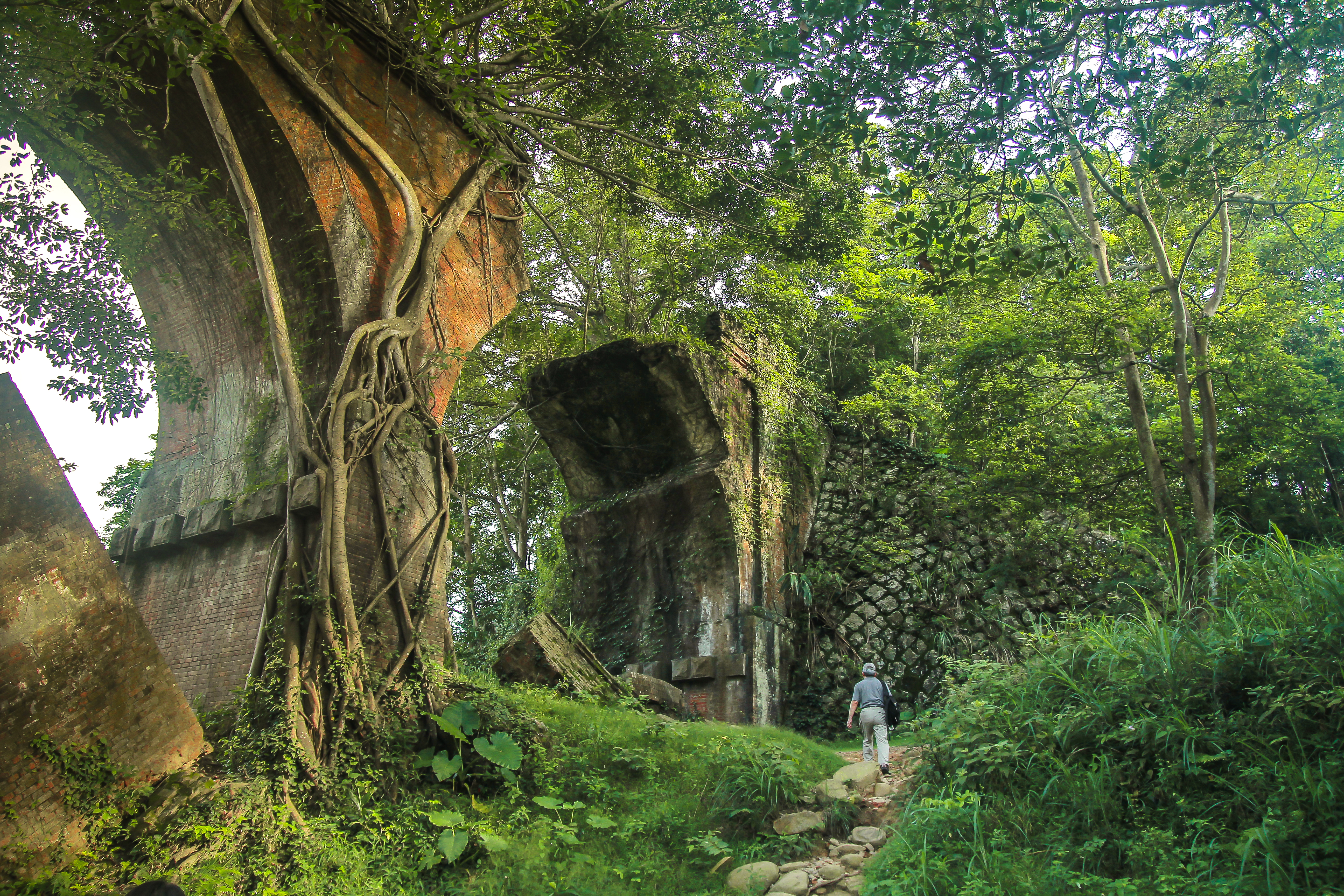
魚藤坪斷橋南端殘存的第八號橋墩、南橋台與石砌翼牆。
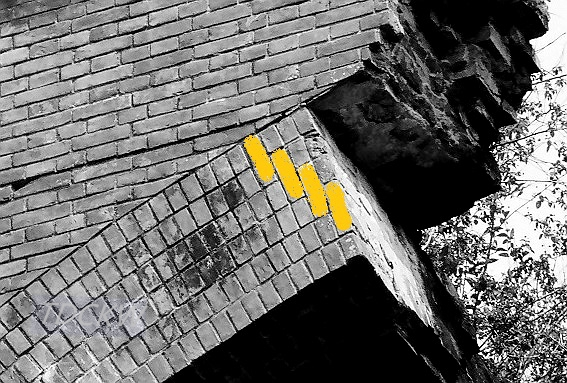
魚藤坪斷橋拱圈加強結構的「竪積み」手法——以丁砌為主，間隔一段距離順砌幾塊磚。

魚藤坪斷橋原本的設計構想是由北端依序為一孔鋼板梁、中央一孔長60.96公尺的桁架梁、以及南端兩孔鋼板梁所組成，並沒有拱橋的設計。但後來，橋樑的型式變更為混合型式的橋樑，包括磚造橋墩之拱橋、鋼板梁橋、以及桁架橋。除了南北端各有一座橋台之外，橋樑共有8個橋墩和9個橋孔。橋孔的跨度有9.14公尺半圓拱6孔、18.3公尺上承式鋼板梁2孔，以及60.96公尺上承式巴爾的摩式桁架梁1孔。橋墩的寬度也被計算在內，全長為165.8公尺，橋面自南向北的坡度為千分之25。橋北端的四個連拱處為半徑300公尺的彎道。
拱橋結構形式方面，與1891年完工的JR信越本線碓冰第三橋梁相仿，而橋梁中央主跨的上承式巴爾的摩式桁梁（Baltimore Truss、ボルチモアトラス），其長度及樣式則與1908年完成的JR磐越西線一之戶川橋梁中央主跨桁梁相同。
拱橋橋體紅磚採丁順砌法砌成，圓拱拱圈則以六層紅磚疊砌，採丁砌法砌築，但間隔一段距離有「竪積み」順砌磚出現，以強化結構。拱橋最上端原軌道面兩旁設有類似女兒牆之矮牆，形成道碴槽，以防止石碴掉落橋下。而南北端的橋台翼牆則使用灰色石塊砌築，與整座斷橋的紅磚結構有所區別
目前魚藤坪斷橋北端仍存石砌翼牆、北橋台基礎結構、第一、二、三、四號橋墩（上層結構已倒塌）等。，南端仍然保留第七、八號橋墩、南橋台基礎結構和部分石砌翼牆。目前，斷橋遺址仍然保留著原有的半圓形磚砌橋墩，並在其牆面上綴著各種植物，如雀榕、异叶地锦、腎蕨和鱗蓋鳳尾蕨綴著各種蕨類植物。

## 傳說
據傳當年在鯉魚潭中有鯉魚精作祟，當地居民便到處種植有毒的魚藤，並將東面狀似青龍偃月刀刀背的山命名為關刀山，用意是以關刀斬斷魚藤毒殺鯉魚精之意，即「關刀斬魚藤，魚藤毒鯉魚」。後來當地居民認為魚藤名稱不雅而將地名改為「龍騰」，因此魚藤坪斷橋也被稱為龍騰斷橋。

## 外部連結
- 苗栗文化觀光旅遊網介紹三義鄉龍騰斷橋、南斷橋 （页面存档备份，存于）
- 記憶苗栗舊山線
- 文化部文化資產局-魚藤坪斷橋 （页面存档备份，存于）
- 龍騰斷橋-殘缺之美 （页面存档备份，存于）
- 詳細景點介紹 - 龍騰斷橋 （页面存档备份，存于） 三義鄉公所
- 台南縣本土教學資源網 單元 12 厚果崖豆藤